# Île Agla
L'île Agla est une île de la mer Méditerranée à Honaïne à Tlemcen en Algérie. 

## Description
L'Île Agla est à proximité de la plage d'Agla et de l'île Mokreum. 